# New York Thrash
New York Thrash ist ein Hardcore-Sampler aus dem Jahr 1982, der als wegweisende Dokumentation des Übergangs vom Punk zum New York Hardcore gilt. Die erste Auflage des Samplers erschien bei Reach Out International Records als Kassette und enthält 22 Stücke von elf Bands.

## Entstehungsgeschichte
1982 trat der damalige Manager der Bad Brains, Dave Hahn, an das Kassettenlabel ROIR heran und schlug vor, einen Sampler mit einem Querschnitt der gerade im Entstehen befindlichen Hardcore-Szene New Yorks zu veröffentlichen.
Der zum Entstehungszeitpunkt in der New Yorker Punkband Even Worse tätige Multiinstrumentalist und Produzent Timothy Sommer, der später für Glenn Branca Bass und für Hootie and the Blowfish Orgel spielte, schrieb umfangreiche Liner Notes zum Sampler, in denen er die Entwicklung vom Punk zum Hardcore in New York aufzeigte. Sommer legt dar, dass der ab Mitte der 1970er-Jahre in den USA aufgekommene Punk in New York nicht etwa, wie im Rest des Landes, für Jugend und Aggression stehe, sondern eher die Musik der Intellektuellen und Trendsetter gewesen sei. 1981 hätte sich in New York eine Szene herauskristallisiert, deren Bands "geradlinige", ungekünstelte Musik für ein jugendliches Publikum gespielt hätten. Beeinflusst durch die schlagartig aufgekommene Hardcorewelle der US-Westküste mit Bands wie den Dead Kennedys, den Circle Jerks oder Black Flag habe sich 1981 eine auf "Lärm und Geschwindigkeit" fokussierte Hardcoreszene entwickelt, deren Protagonisten zum Teil auf dem New York Thrash-Sampler vereint sind. Der Sampler war für die vertretenen Bands auch deshalb von Bedeutung, weil die New Yorker Bands im Gegensatz zu Bands der florierenden Szenen in Washington, Boston oder dem Orange County nicht einem finanziell gut gestellten Mittelstand entstammten, sondern aus eher ärmlichen Verhältnissen kamen und somit Schwierigkeiten hatten, im Rahmen der im Hardcore gängigen DIY-Praxis eigene Tonträger zu produzieren.
1998 erfolgte eine Wiederveröffentlichung des Albums auf CD; hierbei ergänzte das Label ROIR die Titelliste um zwei Stücke der Stimulators, M.A.C.H.I.N.E. und Loud Fast Rules!.

## Titelliste
1. The Mad: I Hate Music (2:13)
2. Kraut: Getaway (1:12)
3. Heart Attack: Shotgun (1:40)
4. The Undead: Social Reason (1:35)
5. Adrenalin O.D.: New Year's Eve (1:27)
6. Even Worse: Illusion Won Again (2:50)
7. The Fiends: Cry Now (3:06)
8. Nihilistics: Here and Now (1:46)
9. The Undead: Nightmare (2:03)
10. False Prophets: Taxidermist (4:34)
11. Bad Brains: The Regulator (1:09)
12. Beastie Boys: "Riot Fight" (0:25)
13. Nihilistics: Love and Kisses (2:07)
14. The Fiends: Asian White (2:31)
15. Kraut: Last Chance (1:31)
16. Even Worse: Emptying the Madhouse (1:21)
17. Adrenalin O.D.: Paul's Not Home (1:56)
18. False Prophets: Scorched Earth (3:14)
19. Heart Attack: God Is Dead (1:22)
20. The Mad: The Hell (2:29)
21. Bad Brains: Big Takeover (3:01)
22. Beastie Boys: Beastie (0:59)

## Rezeption
John Book resümiert für Allmusic, New York Thrash sei „eine klassische Kompilation von (...) New Yorker Hardcorebands, die eine Menge Metalbands dazu gebracht haben, Punk in ihren Sound einzubauen“. Ben Nader urteilt in seinem Essay Punk in Nyc's Lower East Side 1981-1991, New York Thrash sei die Veröffentlichung, die das Entstehen der zweiten Welle des Punk in New York „wahrhaftig einfange“. Der Musikjournalist Matthias Mader bezeichnet den Sampler als „vielleicht die Wiege des frühen NYHC“. Der Musikjournalist Tony Rettman listet ihn auf Platz eins seiner Aufzählung von 15 „essenziellen NYHC-Kompilationen“. Al Horner wertet für den NME, New York Thrash fasse „das Beste der blühenden Punkszene New Yorks“ zusammen.